# Abajo las murallas

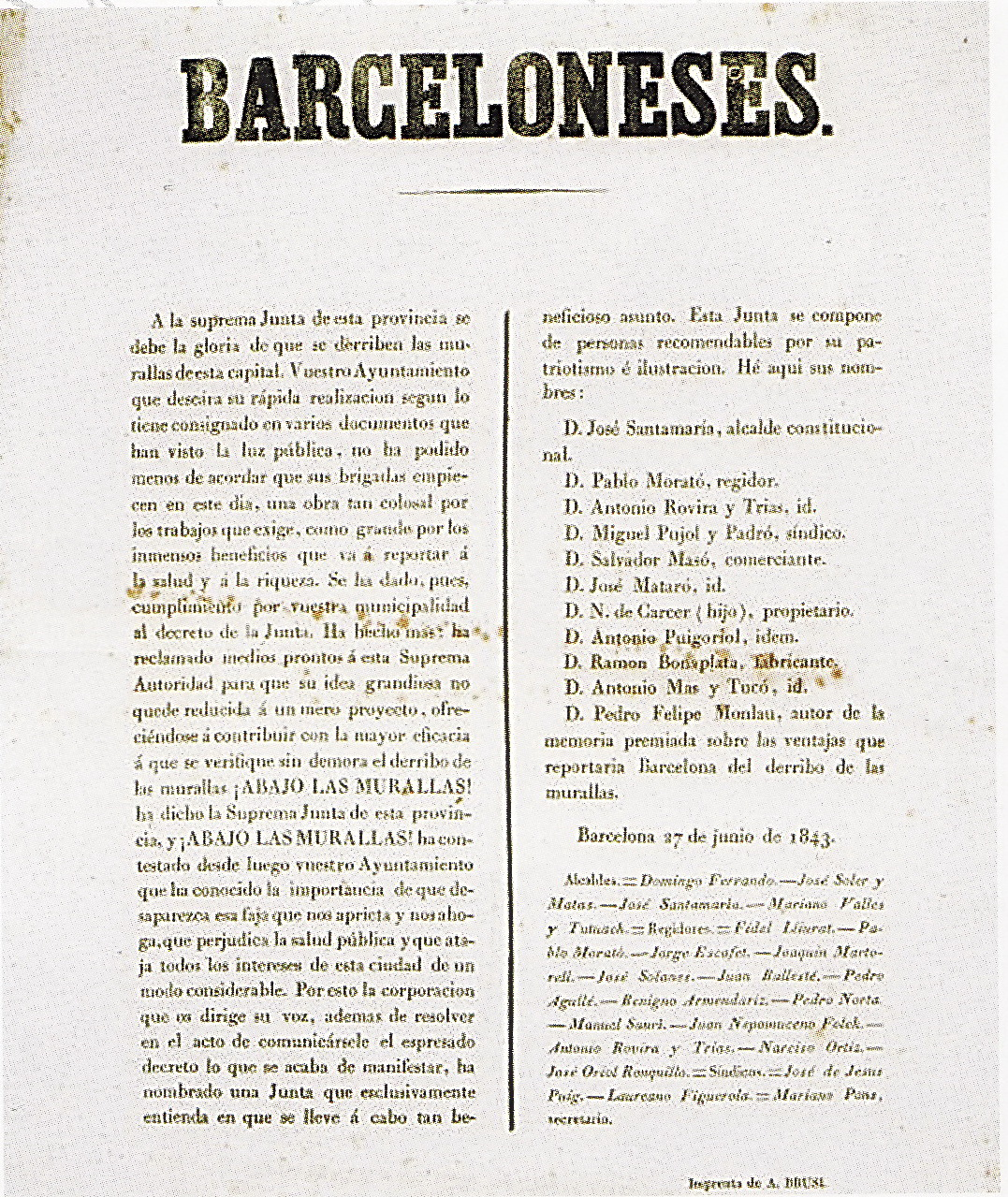
Aviso en el que se comunica a la población la voluntad de derribar las murallas

Abajo las murallas es el nombre de un proyecto de 1841, obra del médico e higienista Pedro Felipe Monlau, que ganó el concurso del Ayuntamiento de Barcelona para analizar las ventajas de derribar las murallas medievales, las cuales terminarían siendo derribadas entre 1854 y 1881.

## Antecedentes
A lo largo del siglo XVIII y la primera parte del siglo XIX la situación sanitaria y social de la población de Barcelona se había ido volviendo asfixiante. La muralla medieval, que había permitido a la ciudad resistir siete asedios entre 1641 y 1714, representaba ahora un freno para la expansión de la urbe. El crecimiento demográfico elevó la población de 115.000 habitantes en 1802 a 140.000 en 1821, alcanzando los 187.000 en 1850. Los seis kilómetros de muralla rodeaban una superficie algo por encima de los dos millones de metros cuadrados, si bien el 40% del espacio estaba ocupado por siete cuarteles, 11 hospitales, 40 conventos y 27 iglesias.

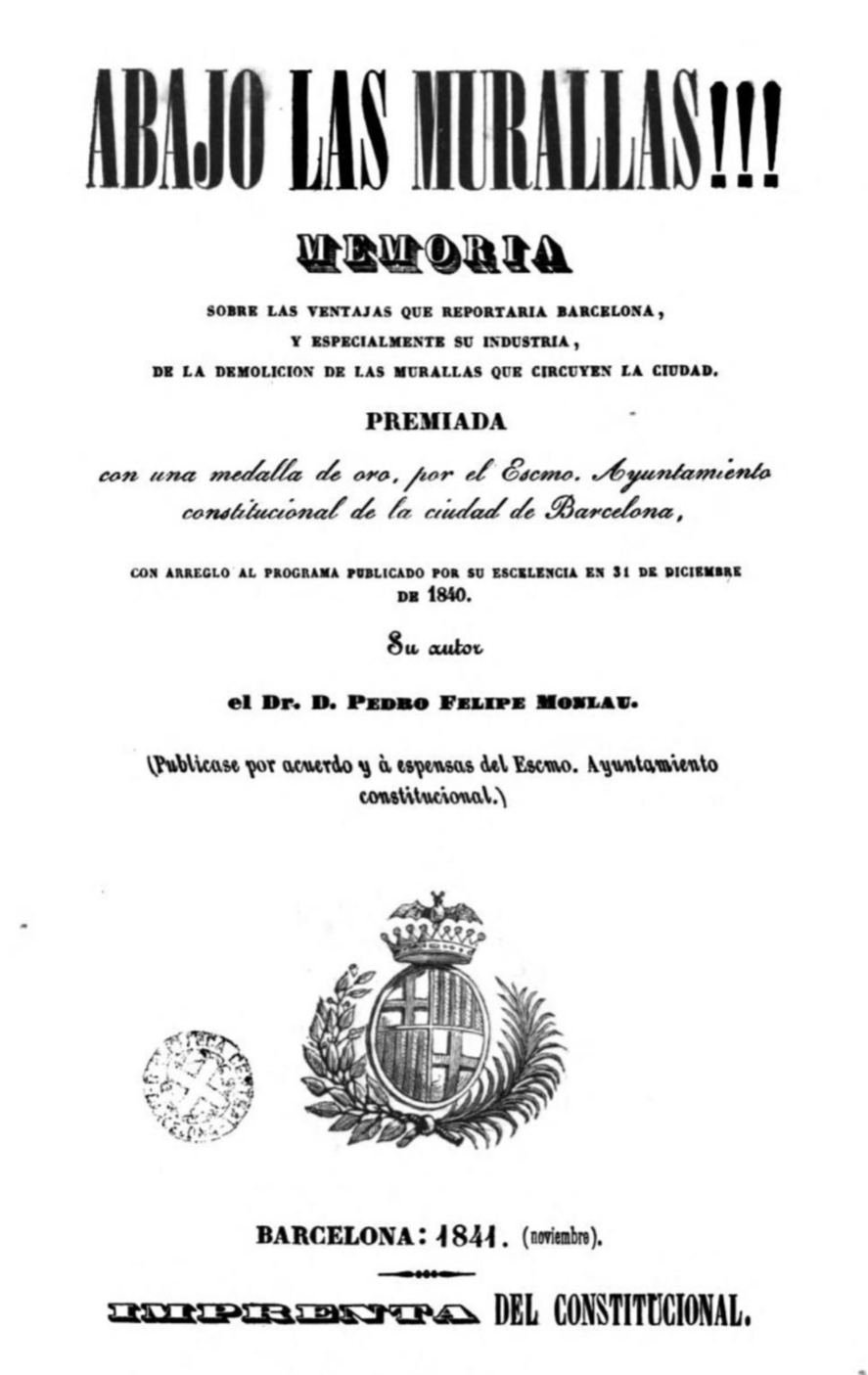
Portada del panfleto de Monlau Abajo las Murallas!!!, publicado en Barcelona a cargo del Ayuntamiento en 1841

## El proyecto
En 1841, el ayuntamiento de Barcelona convocó un concurso para promover el desarrollo de la ciudad. El 11 de septiembre de 1841 se dictó el premio a favor del doctor Pedro Felipe Monlau, médico e higienista autor del trabajo Abajo las murallas!!! Memoria acerca de las ventajas que reportaría a Barcelona, y especialmente a su industria, de la demolición de las murallas que circuyen la ciudad, en el que se demanda una expansión desde el río Llobregat al Besós.

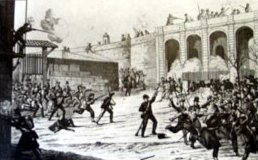
Revuelta de 1842 contra Espartero

El proyecto se desarrolló durante la época de los enfrenteamientos anti-esperteristas, como el del 26 de octubre de 1842 que provocó el bombardeo de Barcelona una semana más tarde por orden de Espartero, derribando parte de la Ciudadela y ordenando su reconstrucción a cargo de los ciudadanos.
Un año más tarde, después de la sublevación de Juan Prim y Lorenzo Milans del Bosch en mayo de 1843 contra Espartero, el decreto de la Junta Suprema Provisional de la provincia de Barcelona de 27 de junio de 1843, anunciaba el derribo con cargo al municipio.
En 1844 Jaime Balmes se sumó a las protestas, desde las páginas de La Sociedad, contradiciendo las teorías del valor estratégico militar defendido por el general Narváez.
Entre 1843 y 1853, coincidiendo con la Década moderada de los gobiernos cuasi-dictatoriales de Ramón María Narváez y Campos y Bravo Murillo ) que mantuvieron Cataluña bajo el estado de excepción durante 10 años, el Ayuntamiento hizo continuos intentos de derribo mediante instancias que sistemáticamente eran rechazadas por el Ministerio de Guerra.

## El derribo

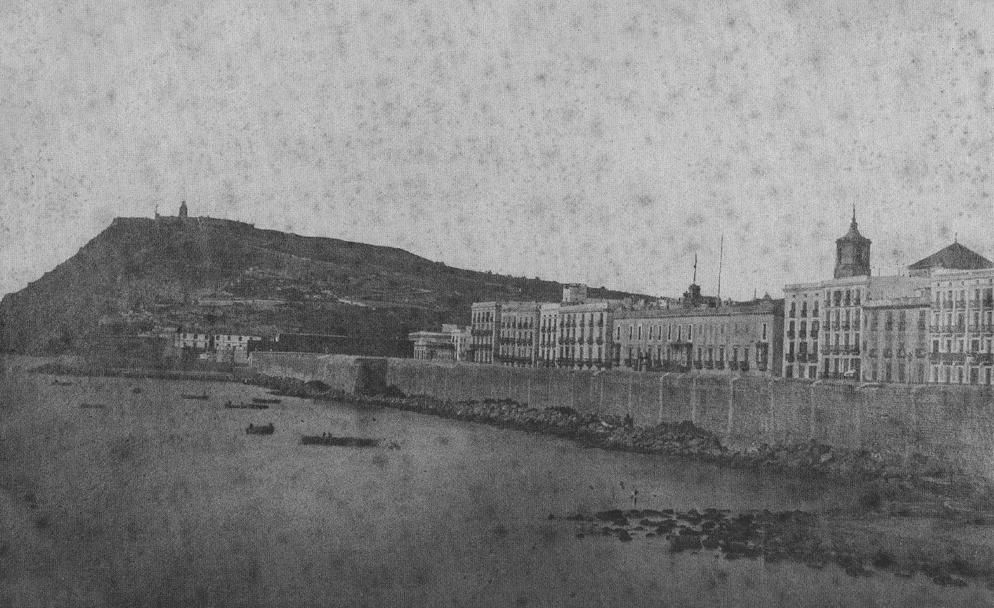
La Muralla de Mar hacia 1870.

En 1853 el Ayuntamiento de Barcelona acabó aprobando un proyecto preparado por su secretario Manuel Durán y Bas que fue enviado al Gobierno de Madrid el 23 de mayo de 1853 con la firma unánime del consistorio, con su alcalde, José Bertrán y Ros, al frente. El informe recibió el apoyo de los diputados catalanes y en especial de Pascual Madoz, diputado por Lérida y persona clave en el derribo de las murallas. Madoz llegó a ser gobernador civil de Barcelona durante escasamente setenta y cinco días para pasar a ocupar el cargo de ministro de Hacienda del gobierno progresista. Desde ese cargo instó la desamortización y promulgó una real orden que acabaría con los enfrentamientos entre Ayuntamiento y el Ministerio de la Guerra. La orden de derribo de las murallas de 9 de agosto de 1854 especificaba que debían mantenerse la Muralla de Mar, el castillo de Montjuïc y la Ciudadela.
Durante la primavera de 1854 se había iniciado el conflicto de las selfactinas, una crisis laboral de los tejedores en contra de la industrialización. También en verano se declaró una epidemia de cólera. El impacto de ambas circunstancias entre la población se vio suavizado con la noticia del derribo que aseguraba trabajo en una población muy castigada.
La superficie total de las murallas era equivalente a las 4/5 partes de la ciudad intramuros, dejando libres con su derribo unos 25 millones de palmos cuadrados (unos 4.860.000 m²), un espacio que llevaba emparejado una de las operaciones urbanístico-financieras más precisas y avanzadas de su época: la emisión de un crédito por suscripción pública con cédulas hipotecarias al porteador aportando como garantía los terrenos edificables recuperados con el derribo. Este empréstito, apoyado en una utilización oportunista del suelo liberado para aportar una financiación municipal excepcional, llevaría a un enfrentamiento jurídico entre el Ayuntamiento y el Ministerio de la Guerra. Este ministerio se encontró por sorpresa con la real orden del ministro de Hacienda que Madoz sacó en octubre de 1854, la semana en la que se marchaba a las Cortes de Madrid. La precipitada experiencia barcelonesa impulsada por el paso de Madoz por el Ministerio de Hacienda no se repitió en ninguna de las operaciones de derribo posteriores de las murallas de las otras plazas fuertes en toda España debido a la frontal oposición de los militares a una mutación demanial favor de los ayuntamientos.
Se constituyó una Junta de Derribo ciudadana presidida por el alcalde José Santa María y Gelbert y con el apoyo, entre otros vocales, de Pedro Felipe Monlau, actuando de secretario, y del arquitecto Antonio Rovira y Trías, como director general de las obras. Rovira se implicaría mucho en las propuestas de crecimiento posteriores al derribo y presentó un proyecto de ensanche que, pese a resultar ganador, no se ejecutaría nunca, en favor del Plan Cerdá .
Con el concurso abierto por el ayuntamiento el diciembre de 1840 y ganado por el proyecto Abajo las Murallas, de Monlau, se abrió el periodo de transformación de la ciudad que se empezaría a materializar con el Plan Cerdá el 1859.